# 主教學院校友列表
本条目是创立于1836年的加拿大魁北克省舍布魯克主教学院（Bishop's College School & King's Hall, Compton）的杰出校友名单。
学校在加拿大及全球各地有许多知名校友，涉及政界、商界、宗教界等领域，培养出多位罗德学者。导演杰克·艾伯斯、保罗·阿尔蒙德、百老汇演员戴维·阿特金森、BBC爱乐乐团指挥乔治·赫斯特、加拿大广播名嘴斯图尔特·麦克莱恩等人在校期间，都曾是仍存的BCS Player's Club戏剧俱乐部的成员。
主教学院作为加拿大认可独立学校及私立贵族学校的79所中学之中，人数第五少的学校（每年约250名学生），有七名校友在学术方面被选为罗德学者；至少20位毕业生获得加拿大勋章、10位获得大英帝国勋章、5位获得巴斯勋章、5位获得魁北克勋章及圣米迦勒及圣乔治勋章、1位获得皇家维多利亚勋章；以及至少有七名校友被任命为加拿大女王枢密院成员。
BCS & KHC的男校友称为Old Boys，女校友称为Old Girls。学校校友会（AAB）于1901年首次刊登于魁北克政府宪报。据悉，主教书院基金为2,500万加拿大元，在世校友7,000余人，年度校友捐款约为500万加拿大元。历年40%学生受校友资助，学校支出的12%依靠校友捐款，平均每位学生受资助额为23,000加拿大元，设立40余种奖学金。

## BCS校友列表
- 范信达：中国大陆通称“费森登”，生於加拿大魁北克省東博爾頓（英语：East Bolton, Quebec），调幅广播发明者和爱迪生旗下首席化学家。1906年在美國麻塞諸塞州成功透過無線電播送第一套遠距離的音樂和口語的電台節目，創下了世界歷史新頁。香港范信達道以他命名。[1]他也發明了顯微照相技術。他于14岁开始在加拿大魁北克主教学院开始教育生涯并曾就任美国普渡大学教授，匹兹堡大学电子工程系创系系长。

- 保罗·阿尔蒙德（Paul Almond，1931年4月26日－），加拿大皇家科学院院士，曾获英国牛津大学罗德奖学金，是加拿大著名的电视和电影编剧，导演和制片人，在1990年之后专注于小说创作。他的作品中最广为人知的是纪录片《7up》（《人生七年/七年》）系列。

- 诺曼·韦伯斯特（Norman Eric Webster，1941年6月4日－），生于加拿大爱德华王子岛的Summerside，是一名加拿大记者，曾经担任过多伦多环球邮报和蒙特利尔宪报的主编。韦伯斯特早年在魁北克省私立中学主教学院完成中学教育，在主教大学获得本科学位。他还曾经在牛津大学St John学院獲羅德學者獎學金就讀博士研究。1962年他参加了牛津剑桥组织的到波兰和捷克斯洛伐克的访问。曾在六十年代作为常驻中国大陆的唯三西方记者。1970年2月4日，英国《每日电讯报》刊登他的一篇文章全城正在挖掘防空洞。

- 约瑟夫·鲁德亚德·吉卜林（Joseph Rudyard Kipling，1865年12月30日－1936年1月18日，又译吉普林或盧亞德·吉卜齡），生於印度孟买，英国作家及诗人。主要著作有儿童故事《叢林奇譚》（The Jungle Book，1894年）、印度侦探小说《基姆》（Kim，1901年）、 诗集《营房谣》（Gunga Din，1892年）、短诗《If—》（If—，1895年）以及许多脍炙人口的短篇小说。他是英國19世紀至20世紀中一位很受歡迎的散文作家[2]，被譽為「短篇小說藝術創新之人」[2]。也被视为英国19世纪日不落国的帝国文学代表作家。其曾在1896年居住新英格兰期间在主教学院教学。为迄今为止最年轻的诺贝尔文学奖获得者（42歲）。

- 李清江，长沙市政协委员，麦当劳湖南地区持牌人。

- 杜俊瑋（Filipe Antonio da Silva Baptista Tou；1977年8月7日－），男性，土生葡人，1977出生於澳門，父親澳門人，母親澳門葡萄牙人歌手。曾登上央视春晚等舞台，2009 代表澳門及東亞地區至科威特唱亞奧委會總部開幕主題曲。

## 文献
1. ↑  Andrew Yanne and Gillis Heller，Signs of a Colonial Era，香港大學出版社，p116
2. 1 2  Rutherford, Andrew. 1987. General Preface to Oxford World's Classics Editions of Rudyard Kipling, in "Puck of Pook's Hill and Rewards and Fairies", by Rudyard Kipling. Oxford University Press. ISBN 0-19-282575-5